# 拉里瓦德埃斯卡洛特
拉里瓦德埃斯卡洛特，是西班牙卡斯蒂利亚-莱昂索里亚省的一个市镇。总面积23平方公里，总人口24人（2001年），人口密度1人/平方公里。